# Зелёный – цвет опасности
«Зелёный — цвет опасности» (англ. Green for Danger) — детективный роман английской писательницы Кристианны Брэнд, второй роман серии об инспекторе Кокрилле и третий роман писательницы. Роман входит в список «100 лучших детективных романов всех времен» (1990), составленный Британской ассоциацией писателей-криминалистов . Образец Золотого века детективного жанра, но при этом предвестник нового психологического веяния жанра. Его экранизация 1946-го года с Аластером Симом в роли инспектора Кокрилла считается одной из лучших экранизаций детективов Золотого века.